# Saab Sonett
La Saab Sonett è un'automobile prodotta tra il 1955 e il 1957 in versione roadster e successivamente tra il 1966 e il 1974 in versione coupé dalla casa automobilistica svedese Saab.
La Sonett condivide i motori e altre componenti con le Saab 93, 95 e 96 della medesima epoca. Destinata principalmente al mercato di esportazione nordamericano, il primo prototipo noto come Sonett I è un roadster a due posti, che dieci anni dopo è stata evoluta nelle Sonett II, V4 e III.

## Sonett IV
Il nome Sonett doveva essere riutilizzato pera versione di produzione della concept Saab PhoeniX. Questo progetto venne cancellato con il fallimento della Saab nel 2012.